# Hanna (Alberta)

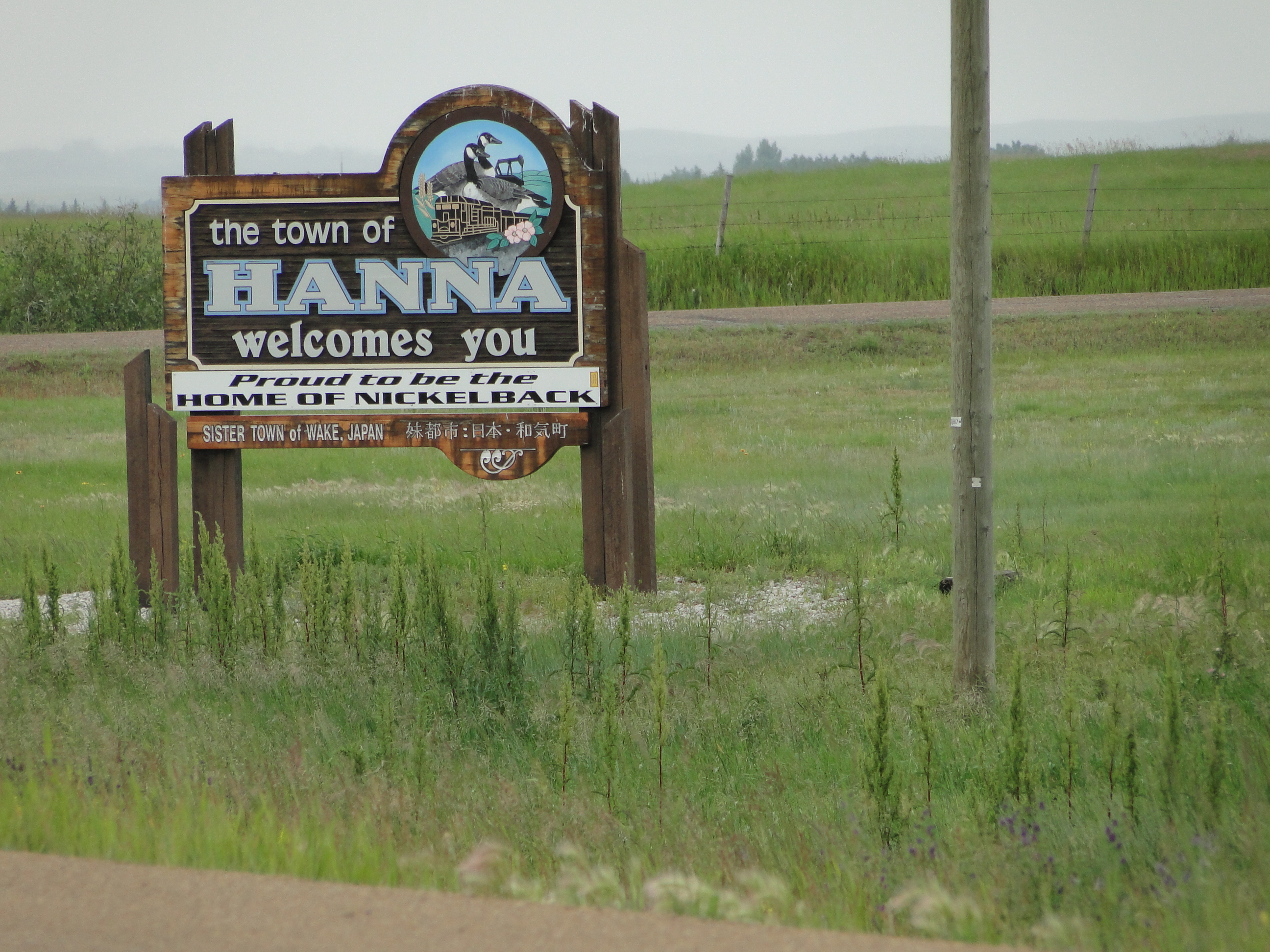
Ortsschild der Stadt, mit einem Verweis darauf, die Heimat der Rockband Nickelback zu sein.

Hanna ist eine Kleinstadt im südlichen Alberta, Kanada.
Die Hauptwirtschaftszweige in Hanna sind Landwirtschaft, Erdölgewinnung, Tourismus und Steinkohleabbau. Ein Handelsgebiet, das sogenannte Short Grass County, umgibt die Stadt, die etwa 200 Unternehmen beherbergt.
Einige bekannte kanadische Persönlichkeiten lebten und wirkten in Hanna, darunter Shirley McClellan (Politikerin), Marjorie Wilson (Autorin), die Rockband Nickelback und mehrere Hockeyspieler.

## Demographie
Die Stadt hatte 2006 2.847 Einwohner, deren Zahl bis 2011 auf 2.673 sank. Die Stadt bedeckt 8,56 km², woraus sich 2011 eine Bevölkerungsdichte von 312,3 Einwohnern pro Quadratkilometer ergab.
Die Bevölkerung ist zu mehr als 90 % allein englischsprachig. Die am weitesten verbreitete Minderheitensprache ist mit 50 Sprechern Deutsch, noch vor der zweiten Landessprache Kanadas, Französisch, mit 25 Sprechern. In der Hanna umgebenden statistischen Region Nr. 4 Albertas leben weitere rund 600 Personen mit deutscher Muttersprache.

## Söhne und Töchter der Stadt
- Lanny McDonald (* 1953), Eishockeyspieler
- Jim Nill (* 1958), Eishockeyspieler und -funktionär
- Chad Kroeger (* 1974),  Sänger